# جوكاماتشي

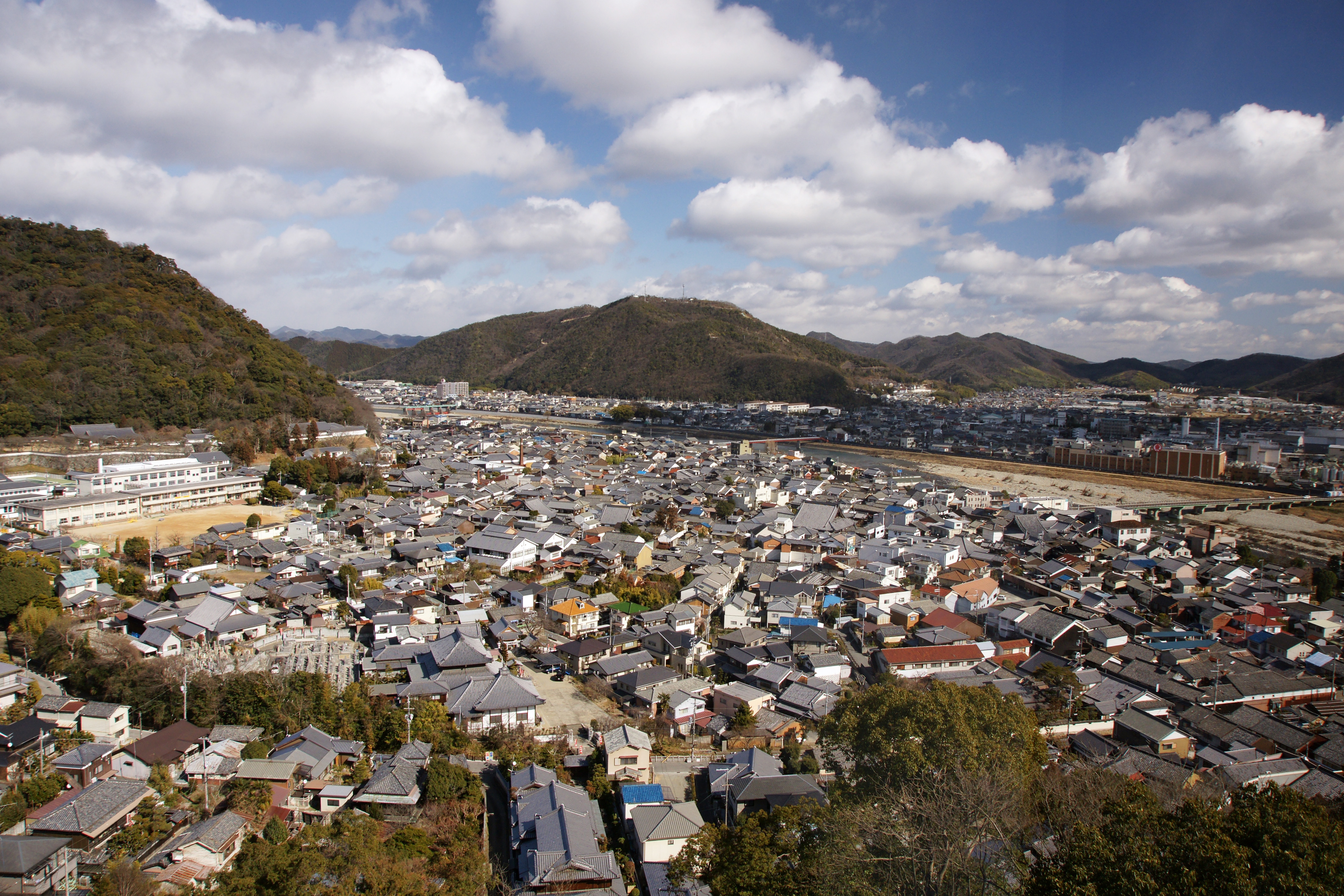
مدينة تاتسونو هي بلدة قلعة

جوكاماتشي (باليابانية: 城下町 وتعني حرفيا مدينة قلعة) كانت مراكز لممالك الإقطاعيين في اليابان في العصور الوسطى. مثلت جوكاماتشي القوة العسكرية الجديدة المركزة للداي-ميو حيث تركزت موارد الدفاع اللامركزية سابقًا حول قلعة مركزية واحدة. لم تتشكل هذه المدن بالضرورة حول القلاع بعد فترة إيدو؛ يُعرف بعضها باسم جين ياماتشي، وهي مدن تطورت حول جين يا أو مكاتب حكومية غير مخصصة لتقديم الخدمات العسكرية. عند تعريفها على نطاق واسع، تشمل جوكاماتشي أيضا جين ياماتشي. يُشار إليها أيضًا باسم جوكا، كما كان شائعًا قبل العصر الحديث المبكر.